# كأس السوبر الإفريقي 2011
كأس السوبر الأفريقي 2011 (رسميا أورانج كأس السوبر الأفريقي 2011) هي النسخة التاسعة عشر من مسابقة كأس السوبر الأفريقي، وهي مباراة سنوية تجمع بين الفائز بدوري أبطال أفريقيا و الفائز بكأس الاتحاد الكونفدرالي الأفريقي لكرة القدم.
جمعت المباراة بين مازيمبي من جمهورية الكونغو الديمقراطية الفائز في دوري الأبطال والفتح الرباطي من المغرب فائز كأس الاتحاد الأفريقي 2010. تي بي مازمبي فاز بالكأس بعد تغلبه على الفتح الرباطي 9-8 بركلات الترجيح، مع انتهاء المباراة 0-0.

## تفاصيل المباراة
| مازيمبي | 0 – 0 | الفتح الرباطي |
| ------- | ----- | ------------- |
|         | تقرير |               |